# Sendvič s arašídovým máslem, banánem a slaninou

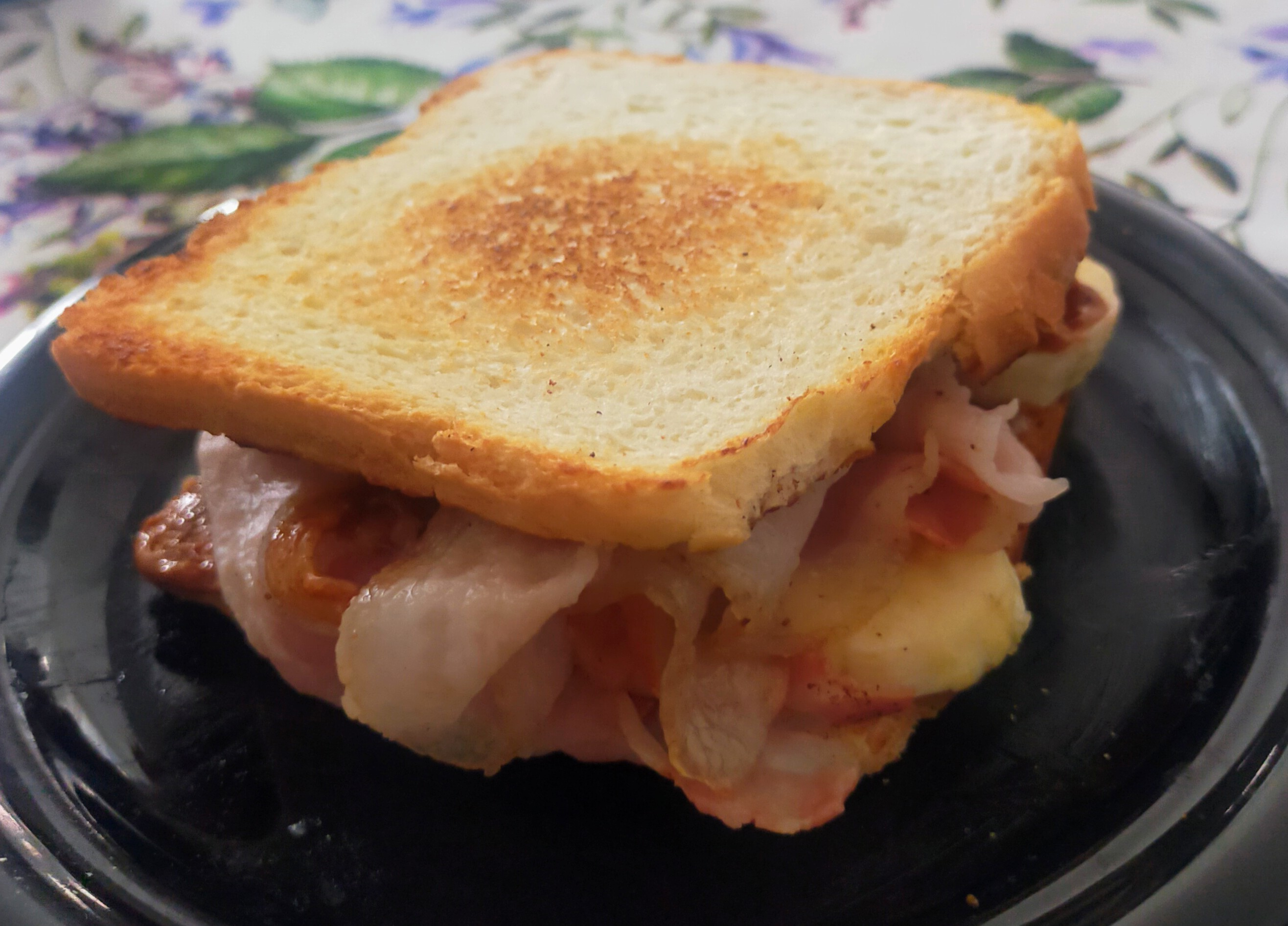
Sendvič s arašídovým máslem, banánem a slaninou

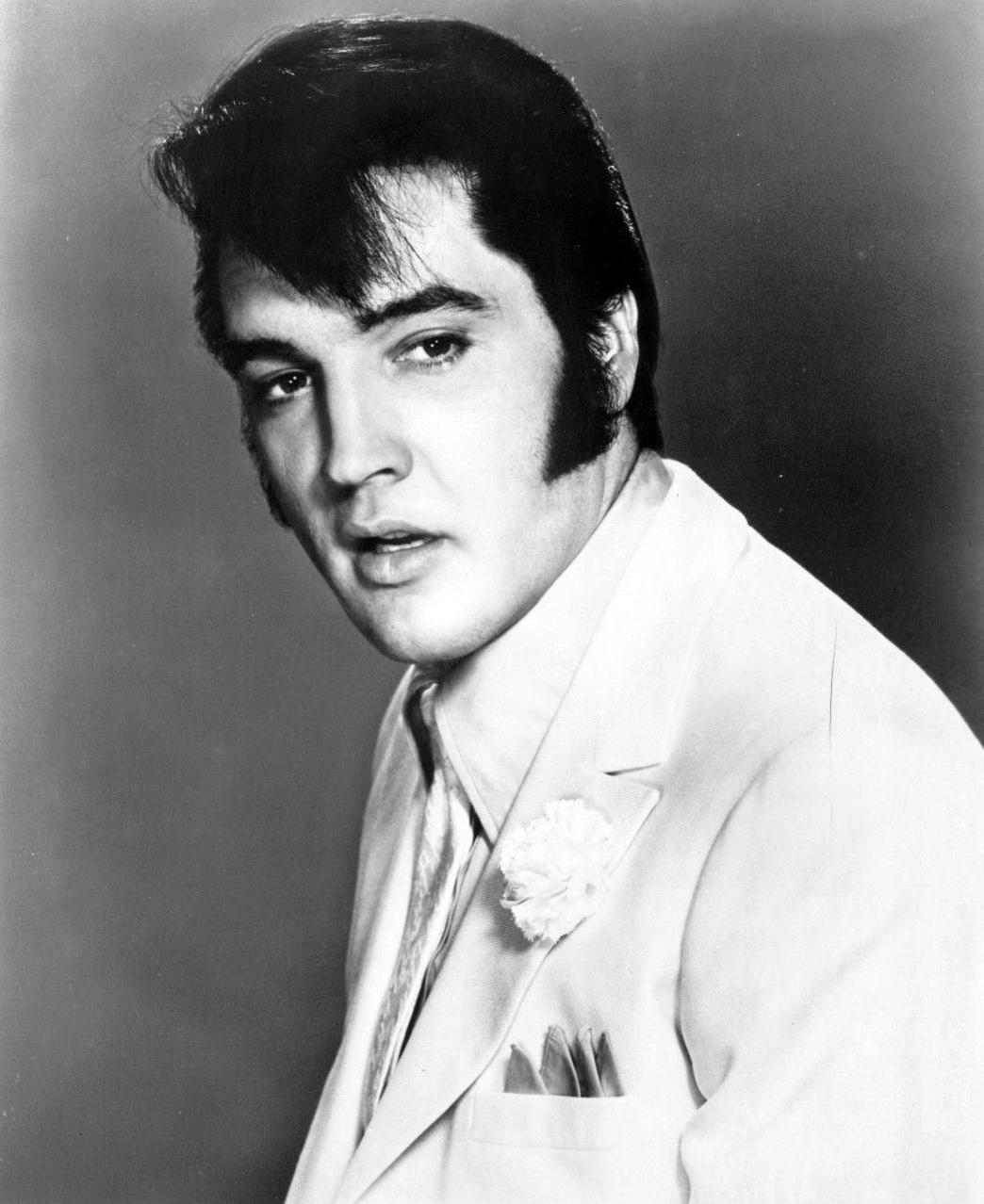
Elvis Presley

Sendvič s arašídovým máslem, banánem a slaninou (anglicky peanut butter and banana sandwich, též Elvisův sendvič, Velvet Elvis nebo the Elvis) je sendvič, jehož základem jsou dva plátky opečeného toastového chleba (obvykle na pánvi), které jsou naplněné arašídovým máslem, banánem (nakrájeným nebo rozmačkaným) a obvykle i plátky slaniny. Někdy se přidává i med nebo džem. Tento sendvič se proslavil díky americkému zpěvákovi Elvisi Presleymu.

## Elvis Presley
Sendvič s arašídovým máslem, banánem a slaninou se často uvádí jakožto oblíbený sendvič Elvise Presleyho, který byl proslulý svou oblibou neobvyklých chuťových kombinací. Mezi jeho další oblíbené sendviče patřil mj. i Fool's Gold Loaf, veka bohatě plněná opečenou slaninou, arašídovým máslem a džemem. Knihy o životě Elvise Presleyho často zmiňují i sendvič s arašídovým máslem, banánem a slaninou (přičemž některé zdroje slaninu vynechávají). Tento sendvič začal být s Presleyem spojován a také se mu začalo říkat „Elvisův sendvič“. Pod tímto názvem byl publikován v mnoha kuchařkách a stal se populární v některých amerických restauracích.